# Heterostylum haemorrhoicum
Heterostylum haemorrhoicum är en tvåvingeart som först beskrevs av Friedrich Hermann Loew 1863.  Heterostylum haemorrhoicum ingår i släktet Heterostylum och familjen svävflugor. Inga underarter finns listade i Catalogue of Life.